# Karl-Erich von Vegesack

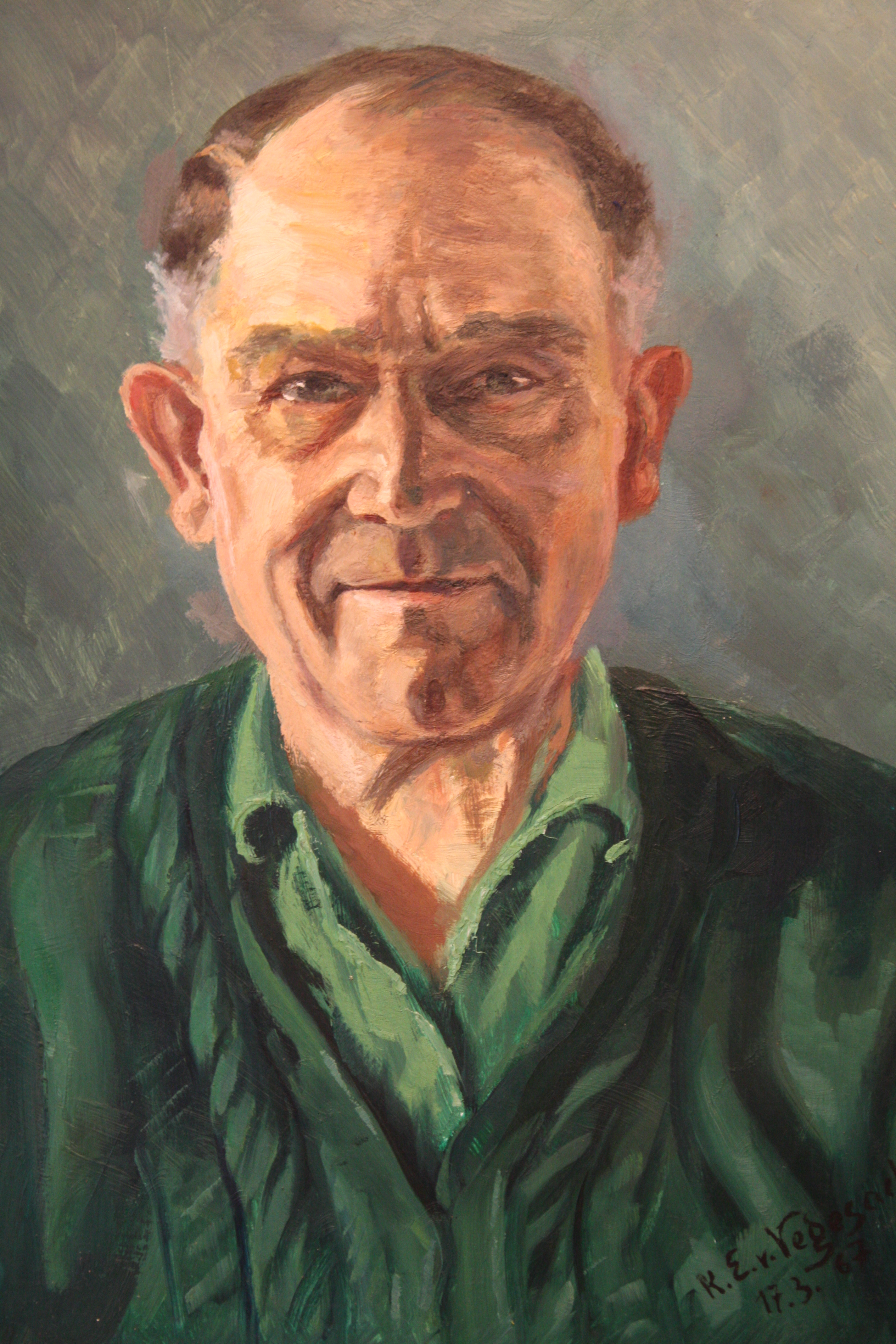
Selbstporträt

Karl-Erich Alexander Otto von Vegesack (* 4. Februar 1896 in Kuchendorf, Kreis Neumarkt, Schlesien, Deutsches Reich; † 20. Dezember 1992 in Eglharting) war ein deutscher landwirtschaftlicher Güterdirektor und Maler.

## Leben
Karl-Erich war Angehöriger des verbreiteten Adelsgeschlechts von Vegesack. Er war der jüngste Sohn von Karl Alexander von Vegesack (* 1861) und Wilhelmine Christiane Margarethe geb. Weinschenk (1864–1911).
Er wuchs in Obsendorf in Schlesien auf. Zunächst ging er auf die Volksschule in Mettkau, danach besuchte er das Internatsgymnasium in Breslau. Von seinem zwölften Lebensjahr bis zum Abitur hatte er Malunterricht in Breslau bei Eduard Kämpfer.

### Militärzeit
Nach dem Abitur meldete er sich freiwillig beim Militär. Er anavncierte bist zum Oberstleutnant und wurde im Ersten Weltkrieg in Frankreich und auf dem Balkan eingesetzt. Dabei wurde er auf dem Balkan schwer verwundet und aufgrund dessen ins Lazarett nach Breslau gebracht. Danach wurde er nicht mehr im Kriegsdienst eingesetzt, sondern betätigte sich in der Landwirtschaft als Güterdirektor. In Frankreich hatte er bereits diverse Schlachten skizziert und malte nun nach diesen Vorlagen.

### Gutsverwaltung
Seine Tätigkeit als Güterdirektor in Schlesien dauerte vierzig Jahre an, bis er im Juli 1945 nach Bayern kam. Dort waren ihm ebenfalls einige landwirtschaftliche Güter unterstellt. Nach seiner Pensionierung schenkte ihm seine Frau zum 67. Geburtstag einen Malkasten, eine Palette und eine Staffelei. Dadurch wurde seine Leidenschaft für die Malerei wieder zum Leben erweckt. Sofort meldete er sich bei König in München zu einem Kurs der „Münchener Schule“ an. Nach der Vorstellung seiner Bilder in der Münchner Künstlergenossenschaft wurde er in selbige aufgenommen. Dreizehn Jahre lang stellte er in der Frühjahrsausstellung im Haus der Kunst in München aus. Seine Bilder wurden auch bei kleineren Ausstellungen im Landkreis Ebersberg, in dem er zu dieser Zeit lebte, präsentiert. Seine bevorzugten Motive waren Landschaften, Porträts, Tiere und Stillleben.
Er war mit Edith Charlotte Margarethe von Vegesack (1907–1969, geb. von Ploetz) verheiratet und Vater von Monika von Holly (geb. von Vegesack) und Karl-Albrecht von Vegesack (* 1928), Cousin des Dichters Siegfried von Vegesack.

## Werke (Auswahl)
- Altes Bauernhaus
- Fischer am Meer
- Blumen in einer Glasvase

## Ausstellung
- 2008: Museum im Fressenden Haus, Weißenstein

## Weblink
- 2008: Ausstellung im Museum im Fressenden Haus